# Мушкутинці
Мушку́тинці — село в Україні, у Дунаєвецькій міській територіальній громаді Кам'янець-Подільського району Хмельницької області.

## Географія
Село Мушкутинці поділяє на дві частини річка Студениця.

## Історія

Пам'ятний знак на честь воїнів-односельчан

З 1991 року в складі незалежної України.
Місцеві римо-католики до Першої світової війни належали до парафії святого Архангела Михаїла у Дунаївцях, своєї святині не мали. Після відродження Церкви у 80-х — 90-х роках минулого століття увійшли до парафії Непорочного Серця Пресвятої Діви Марії у Голозубинцях. Мурований костел Божого Милосердя тут збудували, ймовірно, наприкінці 2000-х — на початку 2010-х років. Якийсь час адміністратором парафії був настоятель у Дунаївцях.
13 серпня 2015 року шляхом об'єднання сільських рад, село увійшло до складу Дунаєвецької міської громади.
17 липня 2020 року, в результаті адміністративно-територіальної реформи та ліквідації Дунаєвецького району, село увійшло до складу Кам'янець-Подільського району.
Колишній орган місцевого самоврядування — Дунаєвецька міська рада.

## Інфраструктура
У селі є школа, у якій навчається 100 дітей, дитячий садок.

## Релігія
- Великий костел Божого Милосердя (РКЦ).
- Церква.

## Населення
Мушкутинці налічує нині менше тисячі мешканців, тоді як 1901 року лише католиків, які складали дві третини населення села, було 1487 душ обох статей. Населення становить 910 осіб.

### Мова
У селі поширені західноподільська говірка та південноподільська говірка, що відносяться до подільського говору, який належить до південно-західного наріччя.

## Уродженці
- Варфоломєєва Ганна Леонтіївна (1920 — ?) — українська радянська діячка, новатор виробництва, депутат Верховної Ради УРСР 2—4-го скликань.